# Luciano Emmer
Luciano Emmer (Milánó, 1918. január 19. – Róma, 2009. szeptember 16.) olasz filmrendező, forgatókönyvíró.

## Életpályája
Jogi egyetemet végzett, érdeklődése azonban a művészetek felé vonzotta. Enrico Gras-sal közösen szerény tőkével megalapította a rövid produkciókat gyártó Dolomit céget. Első alkotásukkal 1941-ben mutatkoztak be. 1950-ben készítette el első játékfilmjét (Augusztusi vasárnap). Az 1960-as évektől kezdve a rádió és a televízió számára dolgozott.

### Munkássága
Specialitása volt a képzőművészeti téma (Giotto di Bondone, Goya - 1951, Picasso - 1955, Leonardo da Vinci - 1952). A neorealista irányzathoz tartozott, de annak egy derűsebb, némileg felületesebb vonalát képviselte. Anekdotikus kedvvel ábrázolta a kispolgárság világát. E témában egyik legsikeresebb munkája a Római lányok (1952).

## Filmjei
- A damaszkuszi úton (Sulla via di Damasco) (1948)
- A földi paradicsom (Il paradiso perduto) (1948)
- Krisztus drámája (Il dramma di Cristo) (1948)
- Szent Orsolya legendája (La leggenda di Sant'Orsola) (1948)
- A lagúna szigetei (Isole nella laguna) (1948)
- Csodálatos fivérek (I fratelli miracolosi) (1949)
- Piero della Francesca (1949)
- Augusztusi vasárnap (Domenica d'agosto) (1950)
- Párizs az Párizs (1951)
- Pictura (1951)
- Goya (1951)
- Leonardo da Vinci (1952)
- A harmadik líceum (Terza liceo) (1954)
- Picasso (1955)
- A bigámista (1956)
- Camilla (1956)
- A legszebb pillanat (Il momento più bello) (1957)
- Földi paradicsom (Paradiso terrestre) (1959)
- Leány a kirakatban (La ragazza in vetrina) (1961)
- Menyasszonyok vonata (1987)

## Díjai
- Ezüst Szalag díj (1949) A lagúna szigetei
- Golden Globe-díj (1952) Pictura (megosztva: Ewald André Dupont, Robert Hessens és Alain Resnais között)
- a Karlovy Vary-i Nemzetközi Filmfesztivál legjobb dokumentumfilm díja (1956) Picasso